# Yeison Guerrero
Yeison Guerrero Perea (San Lorenzo, Esmeralda, 21 de abril de 1998) es un futbolista ecuatoriano. Juega como delantero y su equipo actual es Miguel Iturralde de la Segunda Categoría de Ecuador.

## Trayectoria
Realizó las formativas en Norte América de Guayaquil, después paso a las reservas de Independiente del Valle. En 2018 paso al filial, el Club Deportivo Independiente Juniors que disputaba la Segunda Categoría de Ecuador y con el cual consigue ascender a la Serie B Ecuatoriana, al conseguir campeonar en la Segunda Categoría, además fue partícipe con la categoría sub-20 de Independiente del Valle en la Copa Libertadores sub-20, donde fue subcampeón. Después fue fichado por los Tiburones Rojos de Veracruz de México, obteniendo de esta manera su primera experiencia internacional en un equipo fuera de su país, allí logró jugar un partido en la Liga MX.
A inicios de 2020 se incorporo al América de Quito. Sin embargo en ese mismo año fue fichado por el Delfín en la Serie A Ecuatoriana.

## Selección nacional

### Categorías inferiores
Fue internacional con las selecciones Sub-17 y Sub-20 de Ecuador.

#### Participaciones en Copas del Mundo
| Campeonato                  | Sede          | Resultado        | Partidos | Goles |
| --------------------------- | ------------- | ---------------- | -------- | ----- |
| Copa Mundial Sub-17 de 2015 | Chile         | Cuartos de final | 5        | 2     |
| Copa Mundial Sub-20 de 2017 | Corea del Sur | Fase de grupos   | 1        | 0     |

## Clubes
| Club                        | País    | Año               |
| --------------------------- | ------- | ----------------- |
| Independiente del Valle     | Ecuador | 2015 - 2017       |
| Independiente Juniors       | Ecuador | 2018              |
| Independiente del Valle     | Ecuador | 2018              |
| Tiburones Rojos de Veracruz | México  | 2019              |
| América de Quito            | Ecuador | 2020              |
| Delfín                      | Ecuador | 2020 - Actualidad |

## Palmarés

### Campeonato nacionales
| Título                       | Club              | País    | Año  |
| ---------------------------- | ----------------- | ------- | ---- |
| Segunda Categoría de Ecuador | Independiente Jrs | Ecuador | 2018 |